# بتا اسکنه
بتا اسکنه یک ستاره است که در صورت فلکی اسکنه قرار دارد.